# Pecados y Danzantes de Camuñas
Pecados y Danzantes de Camuñas es una fiesta declarada de interés turístico, que se celebra en el municipio castellanomanchego de Camuñas, en la provincia de Toledo en España. Declaradas oficialmente Fiestas de Interés Turístico Nacional

## Historia y personajes
Su origen podría remontarse a los siglos XVI y XVII, cuando las danzas adoptaron la argumentación de Auto Sacramental y empezaron a ofrecerle al Señor de los cielos un buen tributo de ritmo y música, adornaban la pequeña zona con su fervor religioso.
A lo largo del tiempo la fiesta ha sido dotada de muchas interpretaciones distintas, hasta hoy, que viene a ser un auto sacramental mímico, la confrontación entre el bien y el mal.
En la procesión intervienen 2 grupos, los Pecados y los Danzantes, como indica el nombre de la fiesta:
- Los Pecados son imponentes de ricos atuendos, larga vara y una horrible careta que les delata su maléfica misión, representan todo lo mundano y maligno los pecados y defectos del hombre.
- Los Danzantes son las virtudes y representan al bien, de careta muy nariguda, son muy alegres y tienen como fin la encarnación de las almas benéficas. Utilizan la música en su representación al contrario que los Pecados que utilizan los gritos, alaridos, el fuego de la pólvora y el arrastrar de sus varas.

Ambos grupos están organizados internamente con una fuerte jerarquización.

## Representación
La representación comienza mucho antes de la misa de la mañana, comienza dentro en cada grupo, independientemente en cada una de las casas donde se reúnen para celebrar estos días haciendo un recorrido previo a la misa con motivo de recoger al párroco del pueblo y a las autoridades del mismo. Una vez comenzada la misa son los pecados los únicos que quedan fuera del Templo y es al término de esta cuando comienza la procesión.

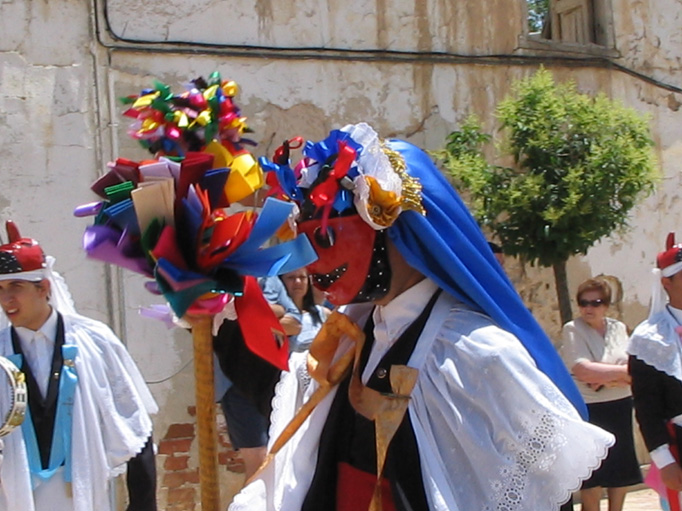
Careta de un Pecado

En la Plaza del Reloj o de Ramón y Cajal, los Pecados lanzan una ofensiva contra el bien, y un disparo anuncia la llegada de La Pecadilla, parece buena, para engañar a los Danzantes, peor la parte superior de su vestimenta revela su maléfica misión. Después de la Pecadilla viene el Pecado Mayor, Su vestido negro y su careta de cerdo simboliza al demonio, un horrible aullido acompaña a su ataque.
Luego entra el resto del grupo, que intenta encarnar a las fuerzas malignas y los pecados del mundo. A continuación llega El Correa, que acaba la batalla, su serenero rojo viene a emular los Pecados del mundo, después todos los Pecados caen humillados. Luego los Danzantes comienzan a Tejer el cordón, una danza muy trascendental.
Las filas están encabezadas por la Prudencia, a la fila izquierda, y el cordel, a la derecha que representa la justicia. También participa: 
- el Judío mayor, un personaje inmóvil que emula la ceguera de la fe
- el Capitán que representa la caridad
- el Alcalde tiene a su cargo la interpretación de la esperanza.
- el Tambor encarna la templanza y la Porra, la fortaleza.
- en el centro de la formación está la Madama, de importante influencia francesa en el nombre. Es un personaje femenino, de careta lampiña. La Madama va recorriendo las dos filas de danzantes y los toma tras ella para formar una larga columna, cerrada por la caridad.

Luego viene la procesión por las calles del pueblo, atraviesan casi toda la localidad, sobre todo por la zona oeste, y pasa por calles principales como Veracruz, Grande o Alcázar.

## Otros datos
En la procesión participan hombres del pueblo de todas las edades. A Camuñas llegan miles de personas para presenciar la fiesta. Calles y plazas rebosan de gente que presencian la procesión en la que Pecados y Danzantes participan.
La fiesta se celebra entre finales de mayo y principios de junio variando la fecha concreta de un año para otro, dependiendo de cómo caiga el jueves del Corpus Christi. Son 4 días de actos que empiezan el miércoles de vísperas por la tarde y terminando el domingo de esa semana, también llamado domingo de la Octava pasando por el jueves del Corpus Christi y el viernes de tiznaos. Actualmente existe un museo sobre esta fiesta, el Centro de Interpretación Pecados y Danzantes. El desfile ha sido fotografiado por Rafael Sanz Lobato.